# San Bartolomé Jocotenango
San Bartolomé Jocotenango è un comune del Guatemala facente parte del dipartimento di Quiché.